# Redningspakken for det amerikanske finansmarked
Redningspakke for det amerikanske finansmarked blev vedtaget 3. oktober 2008 med det formål at genskabe tilliden til den amerikanske finanssektor. Pakken blev foreslået af USA's præsident George W. Bush og finansminister Henry Paulson 20. september. Hensigten med redningspakken var at restabilisere den amerikanske økonomi, som har oplevet recession siden efteråret 2007. Man vil dermed genskabe tilliden til den amerikanske finansverden ved at afbløde den likviditets- og lånekrise, der har taget hårdt på det amerikanske pengesystem i første halvår af 2008. 
Redningsplanen blev i første omgang forkastet i Repræsentanternes hus. En revideret version blev lagt frem og vedtaget i Senatet 2. oktober 2008 og i Repræsentanternes hus to dage efter. Det er håbet, at planen, som har en værdi af 700 mia. dollars, vil være med til at stabilisere det historisk trængte finansmarked. Planen giver den amerikanske finansminister tilladelse til på statens vegne at opkøbe realkreditobligatior ol. fra banker og andre finans institutioner for et beløb på op til 700 milliarder dollars. Derudover garanterer den amerikanske stat indskud i banker på op til 250.000 dollar samt giver skattelettelser til både privatpersoner og selskaber.